# Паги
Паги (дав.-гр. Παγαί) — стародавнє місто і порт на узбережжі Коринфської затоки в області Мегарида (Греція), поруч із сучасним селищем Алепохорі.

## Історія

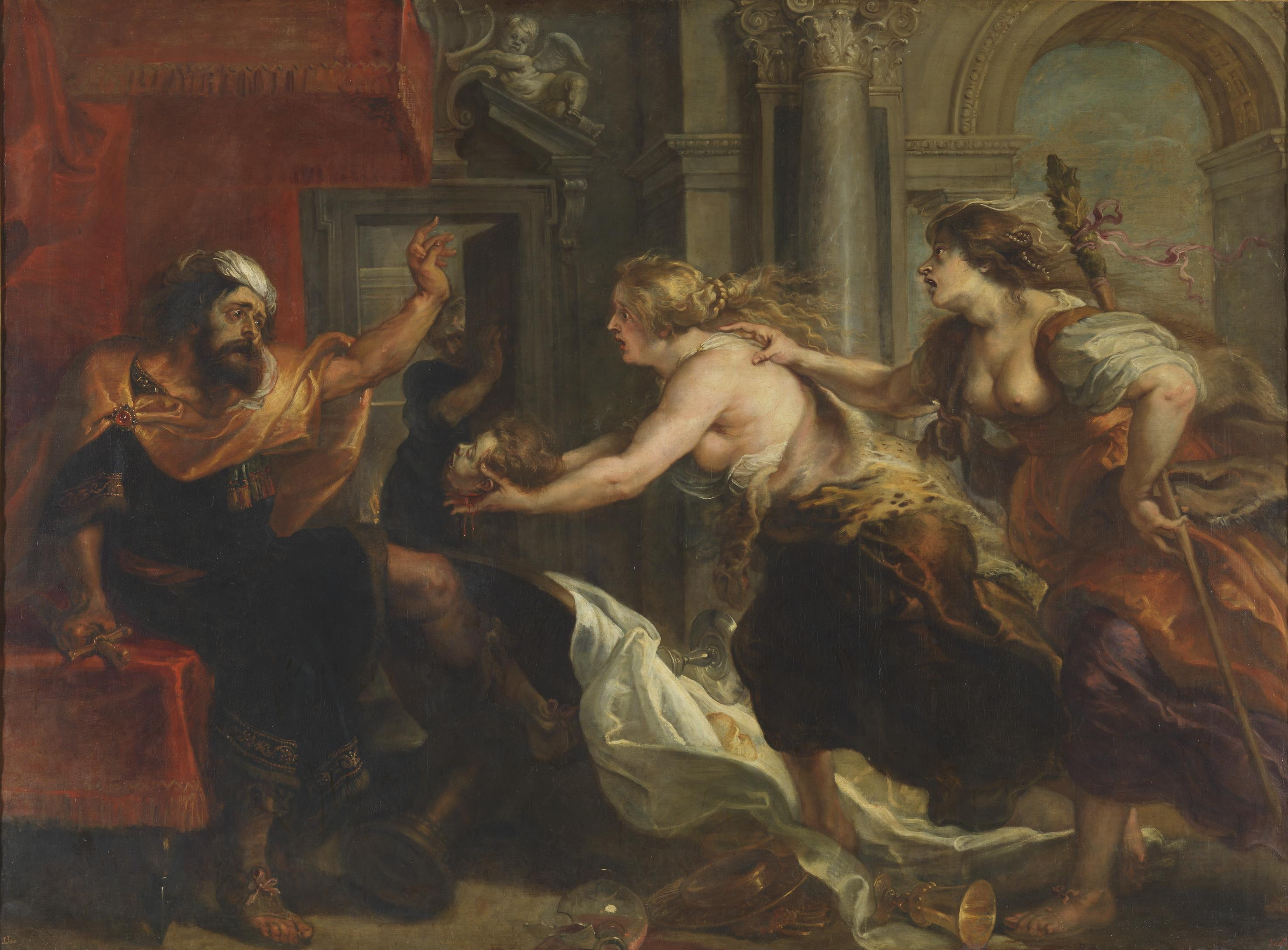
Терею віддають голову його сина, Петер Пауль Рубенс, 1636—1638

За легендарних часів Паги були незалежною державою на чолі із власним царем. Міфи зберегли ім'я лише одного з них — Терея, що за переказами був сучасником мегарського царя Скірона і зятем афінського володаря Пандіона. Павсаній стверджує, що Терей царював в Пагах, але похований був у Мегарах. Можливо, царя перепоховали пізніше — у IX ст. до н. е., коли Паги були приєднані до Мегар, а місцева знать була інкорпорована до складу мегарської.
У самому місті здавна вшановували Артеміду Сотеру, бронзове зображення якої прикрашало Паги до римського часу.
Мегари використовували гавань Паг для транзитної торгівлі — разом із власне мегарським портом Нісеєю у Саронічній затоці. Афіняни скористалися закликом мегарців по допомогу у 460 р. до н. е. для того, щоб перетворити місто на власну морську базу у Коринфській протоці, проте за мирною угодою 446 р. до н. е. були змушені залишити територію усієї Мегариди.
Під владою Мегар місто залишалося до 192 р. до н.е, коли було проголошено римлянами «вільним» членом Ахейського союзу. У 146 р. до н. е. Паги стали римським володінням.